# Карен Планктон
Карен је замишљен лик у цртаном филму Сунђер Боб Коцкалоне. Она је компјутерска жена Шелдона Џејмса Планктона. Саветује Планктона како да украде тајни рецепт за Кебине пљеске из ресторана брзе хране Код Кеба Крабе. Живи са Планктоном у Кофи са Помијама. Воли да испушта чудне звуке. Гласове позајмиле Владислава Ђорђевић (Б92) и Марија Стокић (Голд диги нет).